# 威爾伯 (內布拉斯加州)
威爾伯（英語：Wilber）是一個位於美國內布拉斯加州薩林縣的城市。根據2010年美國人口普查，該地共人口1855人，而該地的面積約為2.34平方千米。同時該地也是薩林縣的縣治。

## 地理
威爾伯的座標為40°28′55″N 96°57′45″W / 40.48194°N 96.96250°W，而該地的平均海拔高度為405米（即1329英尺）。